# Callionymus kailolae
Callionymus kailolae là một loài cá biển thuộc chi Callionymus trong họ Cá đàn lia. Loài này được mô tả lần đầu tiên vào năm 2000.

## Danh pháp khoa học
C. kailolae được đặt theo tên của nhà ngư học Patricia Kailola, người đã công bố một bức ảnh về loài cá này trước khi nó được mô tả.

## Phân bố và môi trường sống
C. kailolae có phạm vi phân bố ở Đông Nam Ấn Độ Dương, và là một loài đặc hữu của Úc. Loài này chỉ được biết đến qua một tiêu bản duy nhất được thu thập ở ngoài khơi Port Hedland, bang Tây Úc. C. kailolae sống trên đáy cát và bùn, được tìm thấy ở độ sâu khoảng từ 200 đến 204 m.

## Mô tả
Chiều dài được ghi nhận ở C. kailolae là khoảng 12,5 cm. Đầu và thân có màu nâu (khi mẫu vật còn tươi), có các đốm màu vàng. Bụng sáng màu hơn, màu trắng kem. Vây lưng thứ nhất có một đốm đen lớn ở trên màng vây thứ ba. Vây lưng thứ hai màu nâu vàng, có nhiều chấm đen với các sọc trắng. Vây hậu môn với các đốm lớn, màu xám đen, tạo thành một dải màu sẫm ở sát rìa. Vây ngực trong suốt. Vây đuôi có đốm màu vàng. Màu sắc khi đã được bảo quản trong rượu: Đầu và thân màu nâu; vùng bụng sáng màu hơn. Mắt màu xám đậm. Hai bên thân ở bên dưới đường bên có một hàng chấm màu xám sẫm. Vây lưng thứ nhất có màu trắng; lớp màng thứ 3 vẫn có một đốm đen. Vây lưng thứ hai có sọc trắng dọc ở nửa dưới. Vây hậu môn với một dải đen ở gần sát rìa. Vây đuôi, vây ngực và vây bụng trắng nhạt hoặc trong suốt.
Số gai ở vây lưng: 4; Số tia vây mềm ở vây lưng: 8; Số gai ở vây hậu môn: 0; Số tia vây mềm ở vây hậu môn: 8; Số tia vây mềm ở vây ngực: 20 - 21; Số gai ở vây bụng: 1; Số tia vây mềm ở vây bụng: 5.